# Septième circonscription de l'Essonne
La septième circonscription de l’Essonne, aussi appelée circonscription de Savigny-sur-Orge — Athis-Mons, est une circonscription électorale législative française, subdivision du département de l’Essonne dans la région Île-de-France.
Elle est représentée durant la XVIIe législature par la députée Claire Lejeune.

## Géographie

### Situation
| Type d'occupation           | Pourcentage | Superficie (en hectares) |
| --------------------------- | ----------- | ------------------------ |
| Espace urbain construit     | 77,1 %      | 2 316,46                 |
| Espace urbain non construit | 9,0 %       | 270,68                   |
| Espace rural                | 13,9 %      | 417,52                   |
| Source : Iaurif             |             |                          |

La septième circonscription de l’Essonne est située au nord du département de l’Essonne. Son altitude varie entre trente-deux mètres à Athis-Mons et quatre-vingt-dix-neuf mètres à Savigny-sur-Orge. La commune la plus étendue est Athis-Mons avec 856 hectares, la plus petite est Juvisy-sur-Orge avec 224 hectares. En 2006, la commune la plus peuplée était Savigny-sur-Orge avec 37 259 habitants contre seulement 7 198 habitants à Paray-Vieille-Poste.

### Composition
La septième circonscription de l’Essonne est subdivisée en quatre cantons, comptant cinq communes :
| Canton                     | Commune             | Code Insee  | Population  | Maire                  | Nuance politique |
| -------------------------- | ------------------- | ----------- | ----------- | ---------------------- | ---------------- |
| Canton d'Athis-Mons        | Athis-Mons          | 91 3 02 027 | 30 393 hab. | Jean-Jacques Grousseau | PS               |
| Canton d'Athis-Mons        | Paray-Vieille-Poste | 91 3 02 479 | 7 111 hab.  | Nathalie Lallier       | DVD              |
| Canton de Juvisy-sur-Orge  | Juvisy-sur-Orge     | 91 3 41 326 | 14 634 hab. | Lamia Bensarsa Reda    | LR               |
| Canton de Savigny-sur-Orge | Savigny-sur-Orge    | 91 3 99 589 | 36 842 hab. | Alexis Teillet         | LR               |
| Canton de Viry-Châtillon   | Viry-Châtillon      | 91 2 27 687 | 32 045 hab. | Jean-Marie Villain     | DVD              |

### Démographie
| 1968 | 1975 | 1982 | 1990    | 1999    | 2006    | 2010    |
| ---- | ---- | ---- | ------- | ------- | ------- | ------- |
| -    | -    | -    | 112 028 | 115 067 | 120 278 | 121 025 |

### Pyramide des âges
| Hommes | Classe d’âge   | Femmes |
| ------ | -------------- | ------ |
| 12,0   | 65 ans et plus | 16,4   |
| 61,1   | 20 à 64 ans    | 59,3   |
| 26,9   | 0 à 19 ans     | 24,2   |

## Historique
La septième circonscription de l’Essonne a été créée par la loi organique no 86-1197 du 24 novembre 1986, elle compte depuis le canton d'Athis-Mons, le canton de Juvisy-sur-Orge, le canton de Savigny-sur-Orge et le canton de Viry-Châtillon dans leurs définitions de 1985.

## Représentation

### Députés de la septième circonscription de l’Essonne
| Période                                  | Période  | Identité               | Étiquette                 | Qualité                   |
| ---------------------------------------- | -------- | ---------------------- | ------------------------- | ------------------------- |
| 1986                                     | 1988     | Indéterminé            |                           |                           |
| 1988                                     | 1992     | Marie-Noëlle Lienemann | PS                        | Maire d’Athis-Mons        |
| 1992                                     | 1993     | Jean-Claude Ramos      | PS                        |                           |
| 1993                                     | 2008     | Jean Marsaudon,        | RPR puis UMP              | Maire de Savigny-sur-Orge |
| 2008                                     | 2012     | Françoise Briand,      | UMP                       |                           |
| 2012                                     | 2017     | Éva Sas                | EÉLV                      |                           |
| 2017                                     | 2024     | Robin Reda             | LR-SL puis Renaissance    | Maire de Juvisy-sur-Orge  |
| 2024                                     | En cours | Claire Lejeune         | LFI (investie par le NFP) |                           |
| Les données manquantes sont à compléter. |          |                        |                           |                           |

### Élections de 1988
| Candidat       | Candidat                    | Parti          | Premier tour | Premier tour | Second tour | Second tour |  |
| Candidat       | Candidat                    | Parti          | Voix         | %            | Voix        | %           |  |
| -------------- | --------------------------- | -------------- | ------------ | ------------ | ----------- | ----------- |  |
|                | Marie-Noëlle Lienemann élue | PS             | 16 062       | 38,02        | 23 915      | 51,74       |  |
|                | René L'Helguen              | RPR (URC)      | 15 830       | 37,47        | 22 310      | 48,26       |  |
|                | Patrick Dordain             | FN             | 5 146        | 12,18        |             |             |  |
|                | Michel Bockelandt           | PCF            | 4 878        | 11,55        |             |             |  |
|                | Jean-Michel Dutuit          | POE            | 328          | 0,78         |             |             |  |
|                |                             |                |              |              |             |             |  |
| Inscrits       | Inscrits                    | Inscrits       | 68 924       | 100,00       | 68 895      | 100,00      |  |
| Abstentions    | Abstentions                 | Abstentions    | 26 001       | 37,72        | 21 612      | 31,37       |  |
| Votants        | Votants                     | Votants        | 42 923       | 62,28        | 47 283      | 68,63       |  |
| Blancs et nuls | Blancs et nuls              | Blancs et nuls | 679          | 1,58         | 1 058       | 2,24        |  |
| Exprimés       | Exprimés                    | Exprimés       | 42 244       | 98,42        | 46 225      | 97,76       |  |

Le suppléant de Marie-Noëlle Lienemann était Jean-Claude Ramos, chef d'entreprise, conseiller municipal de Viry-Châtillon, conseiller régional d'Île-de-France. Jean-Claude Ramos remplaça Marie-Noëlle Lienemann, nommée membre du gouvernement, du 3 mai 1992 au 1er avril 1993.

### Élections de 1993
| Candidat       | Candidat                        | Parti             | Premier tour | Premier tour | Second tour | Second tour |  |
| Candidat       | Candidat                        | Parti             | Voix         | %            | Voix        | %           |  |
| -------------- | ------------------------------- | ----------------- | ------------ | ------------ | ----------- | ----------- |  |
|                | Jean Marsaudon élu              | RPR (UPF)         | 16 801       | 37,61        | 24 601      | 55,29       |  |
|                | Marie-Noëlle Lienemann sortante | PS (ADFP)         | 10 064       | 22,53        | 19 893      | 44,71       |  |
|                | Pascal Delmas                   | FN                | 6 548        | 14,66        |             |             |  |
|                | Michel Bockelandt               | PCF               | 3 343        | 7,48         |             |             |  |
|                | Philippe Le Pont                | Les Verts (EÉ)    | 2 686        | 6,01         |             |             |  |
|                | Virginie Prost                  | RDRP              | 1 347        | 3,01         |             |             |  |
|                | Olivier Morelle                 | Divers gauche     | 872          | 1,95         |             |             |  |
|                | Jean-Jacques Campini            | LO                | 738          | 1,65         |             |             |  |
|                | Jean-Yves Geneste               | Divers gauche     | 684          | 1,53         |             |             |  |
|                | Catherine Langin                | UDI               | 651          | 1,46         |             |             |  |
|                | Dalila Mokart                   | Divers            | 566          | 1,27         |             |             |  |
|                | Régine Pastutmaz                | Extrême gauche    | 228          | 0,51         |             |             |  |
|                | Daniel Le Goff                  | AP                | 149          | 0,33         |             |             |  |
|                | Michel Petitsigne               | Divers            | 0            | 0            |             |             |  |
|                | Elisabeth Schmitt               | Divers écologiste | 0            | 0            |             |             |  |
|                |                                 |                   |              |              |             |             |  |
| Inscrits       | Inscrits                        | Inscrits          | 67 758       | 100,00       | 67 775      | 100,00      |  |
| Abstentions    | Abstentions                     | Abstentions       | 21 301       | 31,44        | 20 431      | 30,15       |  |
| Votants        | Votants                         | Votants           | 46 457       | 68,56        | 47 344      | 69,85       |  |
| Blancs et nuls | Blancs et nuls                  | Blancs et nuls    | 1 780        | 3,83         | 2 850       | 6,02        |  |
| Exprimés       | Exprimés                        | Exprimés          | 44 677       | 96,17        | 44 494      | 93,98       |  |

Le suppléant de Jean Marsaudon était Claude Petit, docteur-vétérinaire à Morigny-Champigny.

### Élections de 1997
| Candidat       | Candidat                     | Parti          | Premier tour | Premier tour | Second tour | Second tour |  |
| Candidat       | Candidat                     | Parti          | Voix         | %            | Voix        | %           |  |
| -------------- | ---------------------------- | -------------- | ------------ | ------------ | ----------- | ----------- |  |
|                | Marie-Noëlle Lienemann       | PS             | 13 158       | 30,4         | 22 647      | 49,57       |  |
|                | Jean Marsaudon sortant réélu | RPR            | 12 981       | 29,99        | 23 036      | 50,43       |  |
|                | Pascal Delmas                | FN             | 7 292        | 16,85        |             |             |  |
|                | Jean-Michel Leterrier        | PCF            | 3 363        | 7,77         |             |             |  |
|                | Jean-Jacques Campini         | LO             | 1 220        | 2,82         |             |             |  |
|                | Jacques Arlotto              | LDI (MPF)      | 1 171        | 2,71         |             |             |  |
|                | François Bénetin             | GÉ             | 1 097        | 2,53         |             |             |  |
|                | Alain Roch                   | SÉGA           | 1 020        | 2,36         |             |             |  |
|                | Philippe Le Pont             | MÉI            | 703          | 1,62         |             |             |  |
|                | Nicolas Revel                | Divers         | 566          | 1,31         |             |             |  |
|                | Laurent Guedj                | US4J           | 428          | 0,99         |             |             |  |
|                | Jean Estivill                | IR             | 266          | 0,61         |             |             |  |
|                | Renée Drougard               | Divers droite  | 21           | 0,05         |             |             |  |
|                | Christian Huot               | GÉ             | 0            | 0            |             |             |  |
|                | Nathalie Laillet             | GÉ             | 0            | 0            |             |             |  |
|                |                              |                |              |              |             |             |  |
| Inscrits       | Inscrits                     | Inscrits       | 67 734       | 100,00       | 67 724      | 100,00      |  |
| Abstentions    | Abstentions                  | Abstentions    | 22 720       | 33,54        | 19 635      | 28,99       |  |
| Votants        | Votants                      | Votants        | 45 014       | 66,46        | 48 089      | 71,01       |  |
| Blancs et nuls | Blancs et nuls               | Blancs et nuls | 1 728        | 3,84         | 2 406       | 5           |  |
| Exprimés       | Exprimés                     | Exprimés       | 43 286       | 96,16        | 45 683      | 95          |  |

La suppléante de Jean Marsaudon était Michèle Adam, de Juvisy-sur-Orge.

### Élections de 2002
| Candidat       | Candidat                     | Parti             | Premier tour | Premier tour | Second tour | Second tour |  |
| Candidat       | Candidat                     | Parti             | Voix         | %            | Voix        | %           |  |
| -------------- | ---------------------------- | ----------------- | ------------ | ------------ | ----------- | ----------- |  |
|                | Jean Marsaudon sortant réélu | UMP               | 16 175       | 38,39        | 21 012      | 53,72       |  |
|                | Gabriel Amard                | PS                | 13 488       | 32,01        | 18 101      | 46,28       |  |
|                | Françoise Roche              | FN                | 4 826        | 11,45        |             |             |  |
|                | Christine Rodier             | Divers droite     | 1 652        | 3,92         |             |             |  |
|                | Gaëlle de Angelis            | Les Verts         | 1 473        | 3,50         |             |             |  |
|                | Bruno Burdet-Burdillon       | PCF               | 1 184        | 2,81         |             |             |  |
|                | Jean-Marie Machet            | Pôle républicain  | 792          | 1,88         |             |             |  |
|                | Guillaume Liegard            | LCR               | 577          | 1,37         |             |             |  |
|                | Thierry Auriat               | MNR               | 538          | 1,28         |             |             |  |
|                | Jean-Jacques Campani         | LO                | 358          | 0,85         |             |             |  |
|                | Christelle Cleraux           | MPF               | 307          | 0,73         |             |             |  |
|                | Marie-Christine Nguyen       | Divers            | 285          | 0,68         |             |             |  |
|                | Jacques Desprairies          | Divers écologiste | 230          | 0,55         |             |             |  |
|                | Pascal Chanoux               | Divers gauche     | 132          | 0,31         |             |             |  |
|                | Kathy Garreyn                | CPNT              | 115          | 0,27         |             |             |  |
|                |                              |                   |              |              |             |             |  |
| Inscrits       | Inscrits                     | Inscrits          | 65 422       | 100,00       | 65 413      | 100,00      |  |
| Abstentions    | Abstentions                  | Abstentions       | 22 613       | 34,56        | 25 065      | 38,32       |  |
| Votants        | Votants                      | Votants           | 42 809       | 65,44        | 40 348      | 61,68       |  |
| Blancs et nuls | Blancs et nuls               | Blancs et nuls    | 677          | 1,58         | 1 235       | 3,06        |  |
| Exprimés       | Exprimés                     | Exprimés          | 42 132       | 98,42        | 39 113      | 96,94       |  |

La suppléante de Jean Marsaudon était Corinne Haemmerlin, conseillère municipale d'Athis-Mons.

### Élections de 2007
| Candidat       | Candidat                     | Parti          | Premier tour | Premier tour | Second tour | Second tour |  |
| Candidat       | Candidat                     | Parti          | Voix         | %            | Voix        | %           |  |
| -------------- | ---------------------------- | -------------- | ------------ | ------------ | ----------- | ----------- |  |
|                | Jean Marsaudon sortant réélu | UMP            | 18 647       | 44,6         | 20 523      | 52,04       |  |
|                | Simone Mathieu               | PS             | 12 176       | 29,12        | 18 917      | 47,96       |  |
|                | Catherine Granier-Bompard    | UDF–MoDem      | 4 096        | 9,8          |             |             |  |
|                | Francois-Xavier Dordain      | FN             | 1 736        | 4,15         |             |             |  |
|                | Evelyne Damm                 | Les Verts      | 1 245        | 2,98         |             |             |  |
|                | Michèle Plottu               | PCF            | 1 119        | 2,68         |             |             |  |
|                | Michel Lopes                 | LCR            | 891          | 2,13         |             |             |  |
|                | Katayoun Etminani            | SÉGA           | 463          | 1,11         |             |             |  |
|                | Patrick Mignon               | MPF            | 440          | 1,05         |             |             |  |
|                | Didier Thomas                | GÉ             | 435          | 1,04         |             |             |  |
|                | Thierry Auriat               | MNR            | 257          | 0,61         |             |             |  |
|                | Giovanni Azzalin             | LO             | 250          | 0,6          |             |             |  |
|                | Isabelle Dardare             | Divers         | 59           | 0,14         |             |             |  |
|                |                              |                |              |              |             |             |  |
| Inscrits       | Inscrits                     | Inscrits       | 71 879       | 100,00       | 71 880      | 100,00      |  |
| Abstentions    | Abstentions                  | Abstentions    | 29 527       | 41,08        | 31 428      | 43,72       |  |
| Votants        | Votants                      | Votants        | 42 352       | 58,92        | 40 452      | 56,28       |  |
| Blancs et nuls | Blancs et nuls               | Blancs et nuls | 538          | 1,27         | 1 012       | 2,5         |  |
| Exprimés       | Exprimés                     | Exprimés       | 41 814       | 98,73        | 39 440      | 97,5        |  |

### Élections de 2012
| Candidat       | Candidat                  | Parti          | Premier tour | Premier tour | Second tour | Second tour |  |
| Candidat       | Candidat                  | Parti          | Voix         | %            | Voix        | %           |  |
| -------------- | ------------------------- | -------------- | ------------ | ------------ | ----------- | ----------- |  |
|                | Eva Sas élue              | EÉLV (PS)      | 8 868        | 22,34        | 20 334      | 53,9        |  |
|                | Françoise Briand sortante | UMP            | 7 263        | 18,3         | 17 392      | 46,1        |  |
|                | François Garcia           | diss. PS       | 6 396        | 16,11        |             |             |  |
|                | Audrey Guibert            | FN             | 6 331        | 15,95        |             |             |  |
|                | Gabriel Amard             | FG (PCF)       | 4 437        | 11,18        |             |             |  |
|                | Laurence Spicher-Bernier  | diss. UMP      | 3 965        | 9,99         |             |             |  |
|                | Alain Villemeur           | MoDem          | 922          | 2,32         |             |             |  |
|                | Emmanuel Merminod         | AÉI            | 498          | 1,25         |             |             |  |
|                | Daniel Jaugeas            | DLR            | 375          | 0,94         |             |             |  |
|                | Marc Hoquet               | LO             | 163          | 0,41         |             |             |  |
|                | Bashir Chekini            | Divers droite  | 162          | 0,41         |             |             |  |
|                | Claude Allaire            | NPA            | 152          | 0,38         |             |             |  |
|                | Olivier Roho              | Divers droite  | 136          | 0,34         |             |             |  |
|                | Frédéric Baud             | Divers         | 25           | 0,06         |             |             |  |
|                |                           |                |              |              |             |             |  |
| Inscrits       | Inscrits                  | Inscrits       | 71 747       | 100,00       | 71 747      | 100,00      |  |
| Abstentions    | Abstentions               | Abstentions    | 31 453       | 43,84        | 32 747      | 45,64       |  |
| Votants        | Votants                   | Votants        | 40 294       | 56,16        | 39 000      | 54,36       |  |
| Blancs et nuls | Blancs et nuls            | Blancs et nuls | 601          | 1,49         | 1 274       | 3,27        |  |
| Exprimés       | Exprimés                  | Exprimés       | 39 693       | 98,51        | 37 726      | 96,73       |  |

### Élections de 2017
|                                                                           | |                           |                           |                          |                          |
|                                                                           | | Premier tour 11 juin 2017 | Premier tour 11 juin 2017 | Second tour 18 juin 2017 | Second tour 18 juin 2017 |
|                                                                           | |                           |                           |                          |                          |
|                                                                           | | Nombre                    | % des inscrits            | Nombre                   | % des inscrits           |
| Inscrits                                                                  | Inscrits                                                                                            | 73 663                    | 100,00                    | 73 663                   | 100,00                   |
| Abstentions                                                               | Abstentions                                                                                         | 39 350                    | 53,42                     | 44 788                   | 60,80                    |
| Votants                                                                   | Votants                                                                                             | 34 313                    | 46,58                     | 28 875                   | 39,20                    |
|                                                                           | |                           | % des votants             |                          | % des votants            |
| Bulletins blancs                                                          | Bulletins blancs                                                                                    | 374                       | 1,09                      | 2 206                    | 7,64                     |
| Bulletins nuls                                                            | Bulletins nuls                                                                                      | 135                       | 0,39                      | 782                      | 2,71                     |
| Suffrages exprimés                                                        | Suffrages exprimés                                                                                  | 33 804                    | 98,52                     | 25 887                   | 89,65                    |
|                                                                           | |                           |                           |                          |                          |
| Candidat Étiquette politique (partis et alliances)                        | Candidat Étiquette politique (partis et alliances)                                                  | Voix                      | % des exprimés            | Voix                     | % des exprimés           |
|                                                                           | |                           |                           |                          |                          |
|                                                                           | Muriel Kernreuter La République en marche                                                           | 10 476                    | 30,99                     | 12 156                   | 46,96                    |
|                                                                           | Robin Reda Les Républicains (Union des démocrates et indépendants)                                  | 7 996                     | 23,65                     | 13 731                   | 53,04                    |
|                                                                           | Éva Sas (députée sortante) Europe Écologie Les Verts (Parti socialiste - Parti communiste français) | 4 645                     | 13,74                     |                          |                          |
|                                                                           | Mounia Benaili La France insoumise                                                                  | 4 588                     | 13,57                     |                          |                          |
|                                                                           | Audrey Guibert Front national                                                                       | 4 060                     | 12,01                     |                          |                          |
|                                                                           | Nadine Marcelin Debout la France                                                                    | 675                       | 2,00                      |                          |                          |
|                                                                           | Olivier Vagneux Divers droite                                                                       | 385                       | 1,14                      |                          |                          |
|                                                                           | Catherine Bompard Écologiste (Mouvement 100 %)                                                      | 372                       | 1,10                      |                          |                          |
|                                                                           | Nadège Caussé-Ville Union populaire républicaine                                                    | 252                       | 0,75                      |                          |                          |
|                                                                           | Monique Leclerc Lutte ouvrière                                                                      | 182                       | 0,54                      |                          |                          |
|                                                                           | Adrien Beyrand Nouveau Parti anticapitaliste                                                        | 98                        | 0,29                      |                          |                          |
|                                                                           | Aminata Sarr Divers                                                                                 | 75                        | 0,22                      |                          |                          |
| Source : Ministère de l'Intérieur - Septième circonscription de l'Essonne | |                           |                           |                          |                          |

### Élections de 2022
|                                                    |                                                                                   |                           |                           |                          |                          |
|                                                    |                                                                                   | Premier tour 12 juin 2022 | Premier tour 12 juin 2022 | Second tour 19 juin 2022 | Second tour 19 juin 2022 |
|                                                    |                                                                                   |                           |                           |                          |                          |
|                                                    |                                                                                   | Nombre                    | % des inscrits            | Nombre                   | % des inscrits           |
| Inscrits                                           | Inscrits                                                                          | 73 537                    | 100                       | 73 554                   | 100                      |
| Abstentions                                        | Abstentions                                                                       | 40 610                    | 55,22                     | 40 160                   | 54,60                    |
| Votants                                            | Votants                                                                           | 32 927                    | 44,78                     | 33 394                   | 45,40                    |
|                                                    |                                                                                   |                           | % des votants             |                          | % des votants            |
| Bulletins blancs                                   | Bulletins blancs                                                                  | 489                       | 1,49                      | 1175                     | 3,52                     |
| Bulletins nuls                                     | Bulletins nuls                                                                    | 182                       | 0,55                      | 563                      | 1,69                     |
| Suffrages exprimés                                 | Suffrages exprimés                                                                | 32 356                    | 97,96                     | 31 656                   | 94,80                    |
|                                                    |                                                                                   |                           |                           |                          |                          |
| Candidat Étiquette politique (partis et alliances) | Candidat Étiquette politique (partis et alliances)                                | Voix                      | % des exprimés            | Voix                     | % des exprimés           |
|                                                    |                                                                                   |                           |                           |                          |                          |
|                                                    | Claire Lejeune Nouvelle Union populaire écologique et sociale La France insoumise | 11 299                    | 35,03                     | 15 721                   | 49,66                    |
|                                                    | Robin Reda* Ensemble                                                              | 10 309                    | 31,96                     | 15 935                   | 50,34                    |
|                                                    | Audrey Guibert Rassemblement national                                             | 4 537                     | 14,07                     |                          |                          |
|                                                    | Julien Dumaine Les Républicains                                                   | 2 038                     | 6,32                      |                          |                          |
|                                                    | Antony Cardoso VIA                                                                | 1 254                     | 3,89                      |                          |                          |
|                                                    | Catherine Bompard Écologie                                                        | 889                       | 2,76                      |                          |                          |
|                                                    | Olivier Vagneux Cap21-Écologie au centre                                          | 599                       | 1,86                      |                          |                          |
|                                                    | Josselyne Rigollet Droite souverainiste                                           | 515                       | 1,60                      |                          |                          |
|                                                    | Marc Hoquet Extrême gauche                                                        | 324                       | 1,00                      |                          |                          |
|                                                    | Florie Marie Divers gauche                                                        | 288                       | 0,89                      |                          |                          |
|                                                    | Rabia Daas Divers centre                                                          | 171                       | 0,53                      |                          |                          |
|                                                    | Jacques Racine Divers                                                             | 33                        | 0,10                      |                          |                          |
| * Député sortant                                   |                                                                                   |                           |                           |                          |                          |

Le recours formé contre l'élection de Robin Reda est rejeté le 27 janvier 2023 par le Conseil constitutionnel, qui a jugé que les irrégularités qui ont pu intervenir n'ont pas altéré la sincérité du scrutin, validant ainsi définitivement son élection comme député,

### Élections de 2024
| Candidat                 | Candidat                 | Parti et coalition       | Nuance                   | Premier tour | Premier tour | Second tour | Second tour |
| Candidat                 | Candidat                 | Parti et coalition       | Nuance                   | Voix         | %            | Voix        | %           |
| ------------------------ | ------------------------ | ------------------------ | ------------------------ | ------------ | ------------ | ----------- | ----------- |
|                          | Claire Lejeune élue      | LFI (NFP)                | UG                       | 19 012       | 40,83        | 20 780      | 44,31       |
|                          | Robin Reda sortant       | RE (ENS)                 | ENS                      | 14 000       | 30,07        | 15 581      | 33,23       |
|                          | Audrey Guibert           | RN                       | RN                       | 11 676       | 25,07        | 10 532      | 22,46       |
|                          | Olivier Vagneux          | SE                       | DIV                      | 694          | 1,49         |             |             |
|                          | Olivier Villette         | DLF                      | DSV                      | 606          | 1,30         |             |             |
|                          | Didier Cormier           | REC                      | REC                      | 577          | 1,24         |             |             |
|                          |                          |                          |                          |              |              |             |             |
| Suffrages exprimés       | Suffrages exprimés       | Suffrages exprimés       | Suffrages exprimés       | 45 565       | 97,76        | 46 893      | 98,18       |
| Votes blancs             | Votes blancs             | Votes blancs             | Votes blancs             | 760          | 1,6          | 640         | 1,34        |
| Votes nuls               | Votes nuls               | Votes nuls               | Votes nuls               | 307          | 0,64         | 230         | 0,48        |
| Total                    | Total                    | Total                    | Total                    | 47 632       | 100          | 47 763      | 100         |
| Abstention               | Abstention               | Abstention               | Abstention               | 26 516       | 35,76        | 26 424      | 35,62       |
| Inscrits / participation | Inscrits / participation | Inscrits / participation | Inscrits / participation | 74 148       | 64,24        | 74 187      | 64,38       |